# Bhakti (Harvey)
Pour le terme spirituel, voir Bhakti.
Bhakti est une œuvre mixte du compositeur Jonathan Harvey composée et créée en 1982. 

## Instrumentation
La pièce est composée pour un ensemble de quinze instruments et pour une bande quadriphonique.

## Structure
La pièce est structurée en douze parties.